# مات جونسون (لاعب هوكي الجليد)
مات جونسون (بالفرنسية: Matt Johnson)‏ (و. 1975  م) هو لاعب هوكي الجليد كندي، ولد في ويلاند، أونتاريو، مركز لعبه هو جناح ‏.

## روابط خارجية
- مات جونسون على موقع دوري الهوكي الوطني (الإنجليزية)
- مات جونسون على موقع EliteProspects.com (الإنجليزية)
- مات جونسون على موقع HockeyDB.com (الإنجليزية)
- مات جونسون على موقع Hockey-Reference.com (الإنجليزية)